# Pelikan
Pelikan je priimek v Sloveniji in tujini. Po podatkih Statističnega urada Republike Slovenije je na dan 1. januarja 2012 v Slovenjiji uporabljalo ta priimek 34 oseb.  

## Znani slovenski nosilci priimka
- Egon Pelikan (*1963), zgodovinar, prof. UP
- Josip Pelikan (1885—1977), fotograf
- Zorko Pelikan (*1954), državni sekretar MZZ

## Znani tuji nosilci priimka
- Dragutin Pelikán (*1928), češki pravni zgodovinar
- Emil Pelikán, češki informatik
- Jiří Pelikán (1906—1984), češko-argentinski šahist
- Jiří Pelikán (1923—1999), češki novinar, politik, publicist in evrospki poslanec iz Italije
- Jitka Frantová Pelikánová (1932—2020), češka igralka, nazadnje v Italiji
- Lisa Pelikan (*1964), francosko-ameriška igralka